# 존 펨버턴
존 스티스 펨버턴(영어: John Stith Pemberton, 1831년 7월 8일 ~ 1888년 8월 16일)은 코카콜라의 발명자이다.

## 배경
펨버턴은 1831년 7월 8일 미국 조지아주 녹스군 녹스빌에서 태어나 어린 시절 대부분을 조지아주 롬에서 보냈다.
존 펨버턴은 1888년 8월 57세의 나이로 위암으로 사망했다.